# Fortià Feu i Martorell
Fortià Feu i Martorell (?-Vic, 1892) fou farmacèutic català, cofundador del Círcol Literari de Vich.